# Öresund
Öresund (dánsky Øresund, švédsky Öresund) je jedna z Dánských úžin, část Baltského moře. Průliv spojuje Baltské moře s průlivem Kattegat. Nachází se mezi ostrovem Sjælland (Dánsko) na jihozápadě a Skandinávským poloostrovem (Švédsko) na severovýchodě. Je 118 km dlouhý, minimálně 3,4 km a maximálně 49 km široký. V plavební dráze je hluboký 8 m a maximální hloubka je 38 m. Slanost vody je 10 až 16 ‰. Teče jím povrchový proud na sever. Největší zátoka je Køge na Sjællandu.

## Ostrovy
V průlivu se nacházejí ostrovy Amager, Saltholm, Slotsholmen, Peberholm (umělý ostrov), Ven (jediný patří Švédsku).

## Doprava
Hlavní přístavy jsou Kodaň, Køge, Helsingør (Dánsko) a Malmö, Helsingborg, Landskrona (Švédsko). Kodaň a Malmö spojoval železniční trajekt.

### Most přes Öresund
Od 1. července 2000 spojuje města Kodaň a Malmö most. Vzdálenost 16 km lze překonat autem za půl hodiny. Most je dvoupatrový, horní patro slouží pro automobilovou dopravu a spodní je využíváno pro vlakovou dopravu.